# Linda Maria Thompson
Linda Maria Thompson, född 26 maj 1978 i Mariefred är en svensk-amerikansk fotograf baserad i Ångermanland.

## Biografi
Linda Maria, uppvuxen i Montana, USA är dotter till Harry Thompson och Clara Ryerse. Hon fick sin första kamera när hon var nio år gammal. Hon studerade vid University of Montana och är fil. kand. i bildjournalistik. Thompson arbetar som lärare och är programansvarig vid Mittuniversitetet i Sundsvall.
Thompson har bott omväxlande i Montana och Ångermanland. I USA arbetade hon som fotograf på en amerikansk dagstidning. Hon längtade ofta till mormor och morfar som bodde i Högsjö utanför Härnösand.

## Utställningar
- 2014 Hasselbladcenter i Göteborg, som en del av Ny nordisk fotograf.[4]